# Smoljan
Smoljan (bugarski: Смолян) je grad i poznato skijalište na jugoistoku Bugarske. 
Smoljan je upravno središte Oblasti Smoljan. Grad se smjestio u kotlinama rijeka; Černa i Bjala u centalnim Rodopima gdje se udižu najviši vrhovi ovog masiva i gdje se nalaze dva poznata skijališta:  Pamporovo i Čepelare.

## Povijest
Po arheološkim istraživanjima i materijalnim dokazima, područje Smoljana bilo je naseljeno na prijelazu iz 2 u 1. tisućljeće pr. Kr. Okolica mjesta a kasnije i grad dobio je ime po Slavenskom plemenu Smoljani, koji su se naselili u ovom kraju u VII st. Za Srednjeg vijeka, krajem oko Smoljana naizmjence vladaju Bizantsko carstvo i Prva Bugarska država. Tijekom XIV st. ovim krajem, kao i većinom Rodopa vlada lokalni bugarski feudalac Momčil. 
Nakon Močila krajem su zavladali Turci. Oni su vladali punih pet stoljeća, za to vrijeme kraj je bio upravno dodijeljen turskom sandžaku Gümülcine u Vilajetu Edirne, od 1867. do 1912. godine. Za turske vlasti grad se zvao Paşmaklı ili Ahiçelebi.
Područje Smoljana oslobodio je 1912. godine bugarski  21 puk Sredna Gora, kojeg je vodio Vladimir Serafimov, za vrijeme Prvog Balkanskog rata. Današnji grad Smoljan, nastao je 1960. spajanjem tri tadašnja sela: Ustovo, Rajkovo i Ezerovo.

## Administrativna pregrada
- Ezerovo
- Kaptazha
- Nevyastata
- Gorno Raykovo
- Dolno Raykovo

## Kultura i sport
Zbog izuzetno povoljnog položaja, pored Smoljana na planini Rožen smješten je Nacionalni astronomski observatorij, koji ima planetarij u gradu. Smoljan je sjedište Rodopskog dramskog kazališta, i regionalnog muzeja koji je osnovan 1935.
Smoljan ima vrlo dobar nogometni klub koji je igrao u Bugarskoj A grupi ( 2003. – 2007.) - PFK Rodopa Smoljan.
- Nije za vjerovati, ali Smoljan ima najveću crkvu u južnoj Bugarskoj (iako je mali grad) - Katedrala Sv.Visariona iz Smoljana, dovršena 2006. godine

## Obrazovanje
Grad ima tehničko učilište i podružnicu Sveučilišta u Plovdivu, podružnicu Varnskog slobodnog sveučilišta "Chernorizets Hrabar" i privatno profesionalno učilište za sigurnost i sigurnost "St. Jurja Pobjednika.

## Vanjske poveznice
- Službene stranice Općine Smoljan
- Službene stranice grada  Arhivirana inačica izvorne stranice od 16. studenoga 2011. (Wayback Machine)
- Astronomski opservatorij "Rožen"  Arhivirana inačica izvorne stranice od 8. srpnja 2009. (Wayback Machine)
- Smoljanu i Roženu  Arhivirana inačica izvorne stranice od 17. ožujka 2008. (Wayback Machine)
- O Smoljanu i Rodopima  Arhivirana inačica izvorne stranice od 14. ožujka 2008. (Wayback Machine)